# Amt Döbern-Land
Amt Döbern-Land (baix sòrab Amtske Derbno) és un amt ("municipalitat col·lectiva") del districte de Spree-Neiße, a Brandenburg, Alemanya. Té una extensió de 212,17 km² i una població de 13.537 habitants (2007). La seu és a Döbern. El burgmestre és Günter Quander.

## Subdivisions
L'Amt Döbern-Land és format pels municipis:
- Döbern – Derbno
- Felixsee – Feliksowy jazor
- Groß Schacksdorf-Simmersdorf – Tšěšojce-Žymjerojce
- Hornow-Wadelsdorf – Lěšće-Zakrjejc
- Jämlitz-Klein Düben – Jemjelica-Źěwink
- Neiße-Malxetal – Dolina Nysa-Małksa
- Tschernitz – Cersk
- Wiesengrund – Łukojce